# Anago

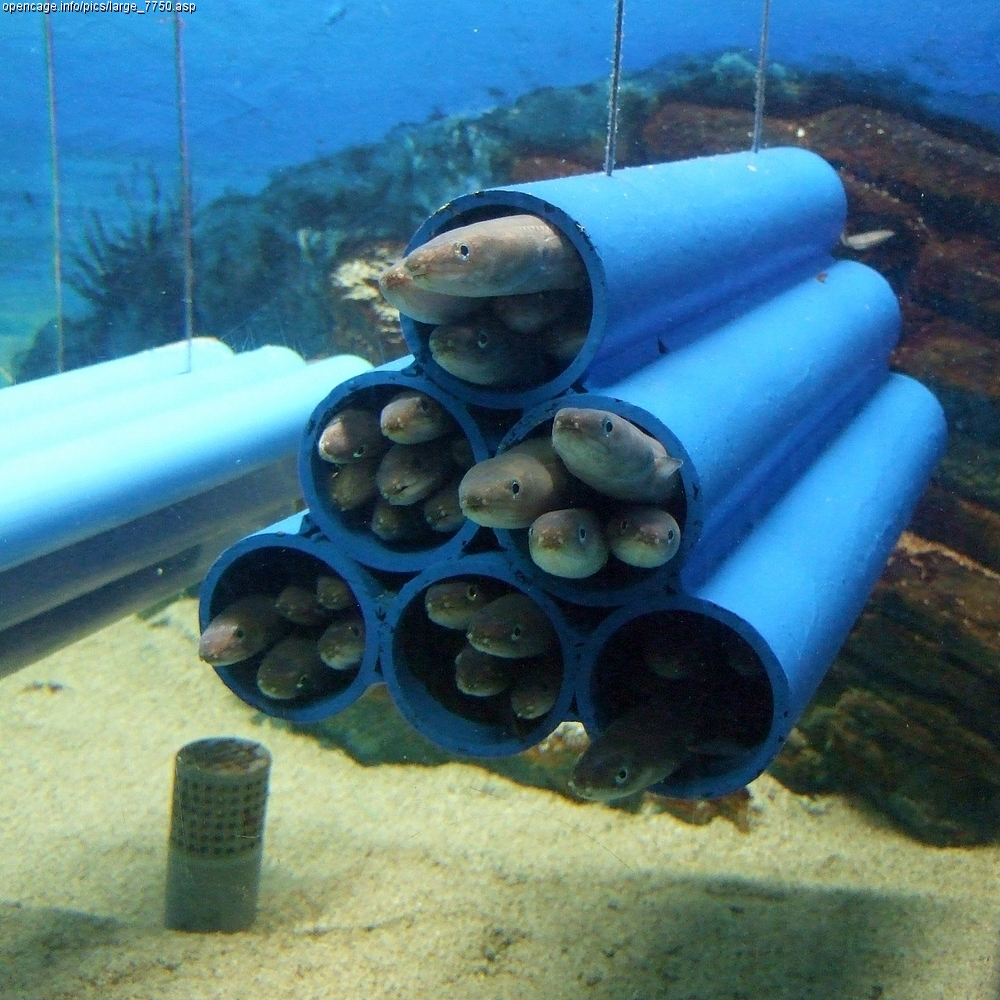
Anago cultivada.

Anago (穴子 o アナゴ?) es la palabra japonesa para la anguila marina, presente en muchos platos de la gastronomía de Japón. La anago suele hervirse a fuego lento (sushi) o freírse (tempura), mientras la unagi (anguila de agua dulce) suele hacerse a la barbacoa con salsa (kabayaki). La anago también es ligeramente menos calórica y aceitosa que la unagi.
- Datos: Q5260412